# Władysław Helzin
Władysław Hryhorijowycz Helzin, ukr. Владислав Григорійович Гельзін (ur. 27 sierpnia 1973 w Doniecku) – ukraiński piłkarz, grający na pozycji napastnika, biznesmen i działacz sportowy, właściciel i prezes klubu piłkarskiego Olimpik Donieck.

## Kariera zawodowa
Ukończył studia o specjalności "olimpijski i profesjonalny sport" na Państwowym Instytucie Zdrowia, Kultury Fizycznej i Sportu w Doniecku oraz studia o specjalności "ekonomika międzynarodowa" na  Donieckim Uniwersytecie Narodowym.
Od 1999 do 2001 pełnił funkcję wiceprezesa klubu piłkarskiego Metałurh Donieck. Od 2001 roku Prezes Fundacji "Fundusz rozwoju futbolu w obwodzie donieckim". W 2001 razem z Przewodniczącym Rady Nadzorczej Funduszu założyli klub Olimpik Donieck.

## Kariera piłkarska
W sezonie 2000/01 jako piłkarz klubu Maszynobudiwnyk Drużkiwka występował w rozgrywkach Pucharu Ukrainy. Od 2004 bronił barw klubu Olimpik Donieck, którego jest prezesem. 10 maja 2016 ogłosił o zakończeniu kariery piłkarza.

## Sukcesy i odznaczenia
- mistrz Pierwszej ligi Ukrainy: 2014

## Pozostałe informacje
- najstarszy piłkarz, który debiutował w Premier-lidze: 40 lat i 11 miesięcy
- najstarszy piłkarz, który grał w Premier-lidze: 42 lata i 253 dni
- najstarszy piłkarz, który strzelił gola w Premier-lidze: 41 lat i 3 miesiące